# Austin Berry Moya
Austin Gerardo Berry Moya (San José, 5 de abril de 1971) es un exfutbolista costarricense. Jugó de mediocampista y actualmente se encuentra retirado.

## Trayectoria
Debutó con Alajuelense el 14 de mayo de 1989 en el triunfo sobre el Herediano por 1-0. Su primer gol lo realizó el 14 de marzo de 1990, el tercero de la cuenta de la victoria rojinegra sobre el Uruguay 3-0. Fue campeón nacional en 1991, 1992, 1995-96 y 1996-97, campeón del torneo Grandes de Centroamérica en 1996; todos los cetros con el cuadro liguista.
Austin Berry comenzó su carrera profesional con Alajuelense, donde se mantuvo por 10 años, a excepción de una corta estadía en Alemania con el Friburgo.
Después de una temporada en Guatemala con el Antigua, se integró al Herediano en el 2000 y se retiró como futbolista en el 2006. Alcanzó 443 partidos en la máxima categoría y convirtió 45 goles.

## Selección nacional

### Categorías inferiores
Fue seleccionado infantil en 1987 y disputó el premundial de la categoría, también fue premundialista y mundialista juvenil de 1989 y jugó en sub-23 JD Centroamericanos y JD Centroamericanos y del Caribe. Fue campeón de CONCACAF en 1989 con la Juvenil.
Siendo jugador de las divisiones menores de Alajuelense, fue convocado a la selección que participó en la Copa Mundial de Fútbol Juvenil de 1989 realizada en Arabia Saudita, donde jugó en los 3 encuentros disputados.

#### Participaciones internacionales
| Competición                 | Sede           | Resultado      |
| --------------------------- | -------------- | -------------- |
| Copa Mundial Sub-20 de 1989 | Arabia Saudita | Fase de grupos |

### Selección absoluta
Con la Selección disputó 70 juegos y marcó 6 goles entre 1991 y 2001; de ellos, 62 juegos y 6 goles fueron clase A. Debutó el 25 de junio de 1991, en un encuentro en el que Costa Rica cayó ante Colombia 0-1. Hizo su primer gol el 2 de agosto de 1992 en la derrota 1-2 frente a Uruguay. Jugó los torneos de la Copa de Oro 1991, 1998 y 2000; Premundiales de Fútbol 1994, 1998 y 2002; UNCAF 1997 (Campeón) y 2001 y Copa América 1997. 
Berry participó en algunos encuentros de las eliminatorias rumbo a las Copas Mundiales de 1994 y  1998. Para la última clasificación que jugó, la Copa Mundial de Fútbol de 2002, celebrada en Japón y Corea del Sur, no fue llevado al torneo al que clasificó el equipo nacional.

## Clubes
| Club              | País       | Año       |
| ----------------- | ---------- | --------- |
| L. D. Alajuelense | Costa Rica | 1989-1992 |
| SC Friburgo       | Alemania   | 1992-1994 |
| L. D. Alajuelense | Costa Rica | 1994-1999 |
| Antigua GFC       | Guatemala  | 1999-2000 |
| C. S. Herediano   | Costa Rica | 2000-2006 |

## Palmarés

### Títulos nacionales
| Título                         | Club              | País       | Año  |
| ------------------------------ | ----------------- | ---------- | ---- |
| Primera División de Costa Rica | L. D. Alajuelense | Costa Rica | 1991 |
| Primera División de Costa Rica | L. D. Alajuelense | Costa Rica | 1992 |
| 2. Bundesliga                  | SC Friburgo       | Alemania   | 1993 |
| Primera División de Costa Rica | L. D. Alajuelense | Costa Rica | 1996 |
| Primera División de Costa Rica | L. D. Alajuelense | Costa Rica | 1997 |

### Títulos internacionales
| Título                          | Club                    | Sede            | Año  |
| ------------------------------- | ----------------------- | --------------- | ---- |
| Torneo Grandes de Centroamérica | L. D. Alajuelense       | América Central | 1996 |
| Copa Centroamericana            | Selección de Costa Rica | Guatemala       | 1997 |